# Palazzo Hercolani

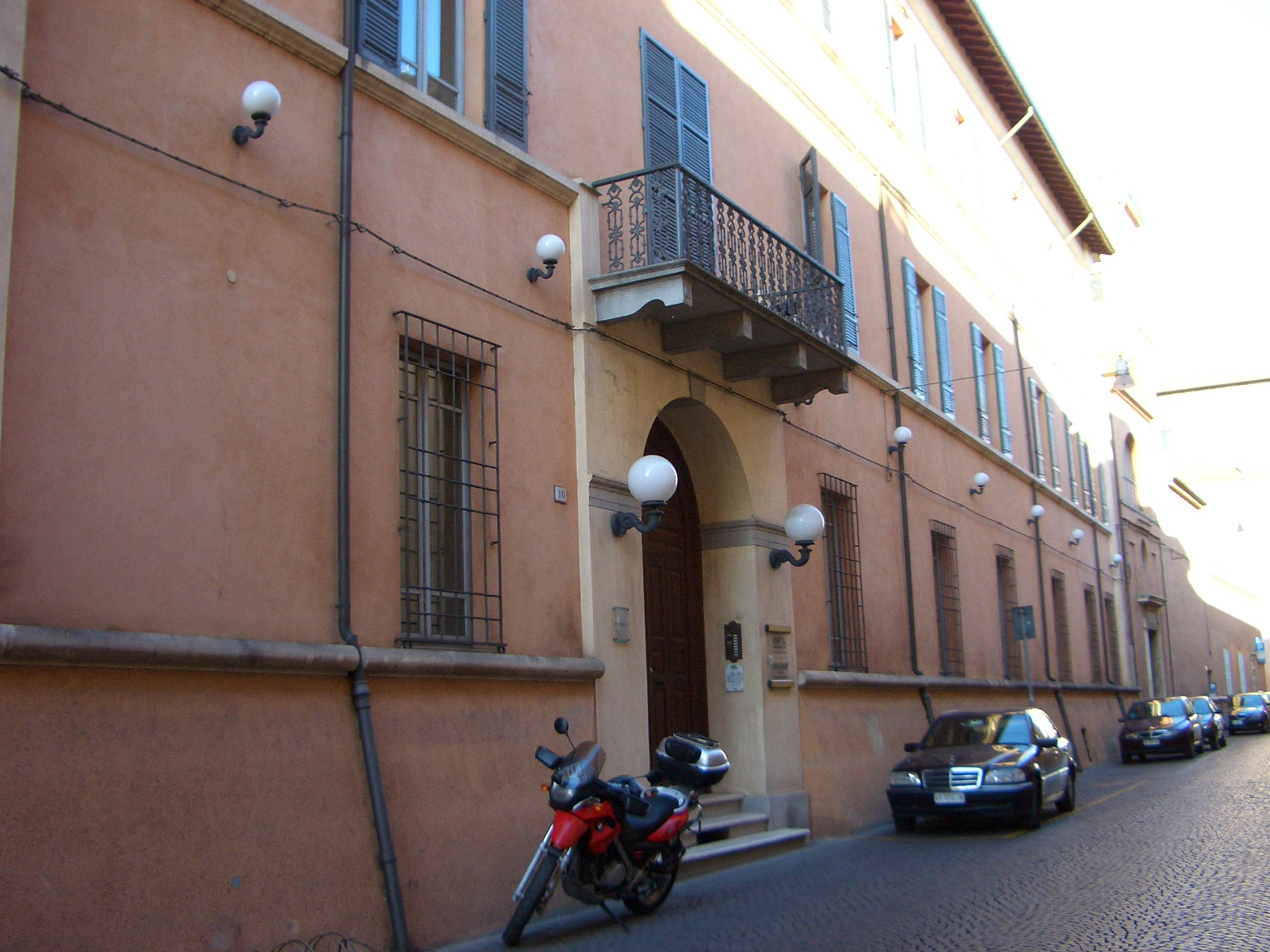
Palazzo Hercolani w Forli

Palazzo Hercolani pałac we włoskim mieście Forlì, w prowincji Emilia-Romania.
Do roku 1844 znajdował się w posiadaniu rodziny Hercolani. Mieszkał tu kondotier Cesare Hercolani (1499 - 1534), a potem dyplomata w służbie austriackiej Filippo Hercolani, markiz de Florimonte. 
Ostatnim lokatorem z rodu był Fabrizio Gaddi Hercolani, syn Cesariny Hercolani i Lepido Gaddi Hercolaniego. Fabrizio sprzedał go w 1844 księciu Sesto Matteucci.
W roku 1866 rodzina Guarini zamieszkała w pałacu gdy Vittoria Matteucci poślubiła hr. Filippo Guariniego. Rodzina Guarini sprzedała go w 1946 roku.